# Sophie Souwer

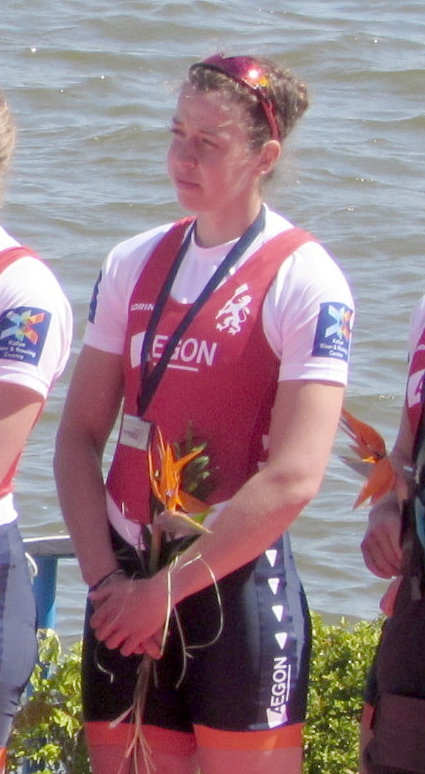
Sophie Souwer bei der Siegerehrung der Ruder-EM 2016

Sophie Souwer (* 29. Juni 1987 in Westervoort) ist eine niederländische Ruderin.

## Sportliche Karriere
Die 1,85 m große Sophie Souwer begann 2007 mit dem Rudersport, erst 2013 begann ihre internationale Karriere. Bei den Europameisterschaften 2013 gewann der niederländische Doppelvierer mit Wianka van Dorp, Sophie Souwer, Lisa Scheenaard und Nicole Beukers die Silbermedaille hinter dem deutschen Boot. Bei den Weltmeisterschaften 2013 belegte das niederländische Boot mit Chantal Achterberg für van Dorp den vierten Platz. 2014 ruderte Souwer im niederländischen Achter, der den vierten Platz bei den Europameisterschaften erreichte. Bei den Weltmeisterschaften 2014 verpasste der niederländische Achter das A-Finale und belegte letztlich den achten Platz. 2015 gewann der Achter mit Sophie Souwer die Silbermedaille bei den Europameisterschaften hinter den Russinnen. Zum Saisonabschluss belegte der Achter den sechsten Platz bei den Weltmeisterschaften 2015 und verpasste damit die direkte Olympiaqualifikation. In der Olympiasaison 2016 gewann der niederländische Achter bei der Weltcupregatta in Varese. Nach dem zweiten Platz bei den Europameisterschaften qualifizierte sich die Crew in Luzern als letztes Boot für die Olympischen Spiele in Rio de Janeiro. Dort erreichten die Niederländerinnen den sechsten Platz.
Bei den Europameisterschaften 2017 gewann der niederländische Doppelvierer mit Olivia van Rooijen, Inge Janssen, Sophie Souwer und Nicole Beukers die Silbermedaille hinter dem deutschen Doppelvierer. Mit Lisa Scheenard für Janssen belegte der Doppelvierer beim Weltcupfinale in Luzern den zweiten Platz hinter den Polinnen. Bei den Weltmeisterschaften in Sarasota war Janssen wieder an Bord, mit einer Sekunde Vorsprung auf die Polinnen gewann der niederländische Doppelvierer den Titel. 2018 gewannen Olivia van Rooijen, Karolien Florijn, Sophie Souwer und Nicole Beukers die Bronzemedaille sowohl bei den Europameisterschaften als auch bei den Weltmeisterschaften. Im Jahr darauf ruderten Roos de Jong, Inge Janssen, Sophie Souwer und Olivia van Rooijen im niederländischen Doppelvierer. Bei den Europameisterschaften 2019 in Luzern gewann die Crew Silber hinter dem deutschen Doppelvierer. Drei Monate später erkämpften die Niederländerinnen in der Besetzung van Rooijen, Janssen, Souwer und Nicole Beukers Bronze bei den Weltmeisterschaften in Linz hinter den Chinesinnen und den Polinnen. Bei den Olympischen Spielen in Tokio belegte Souwer den siebten Platz im Einer.